# 体験入学
体験入学（たいけんにゅうがく）
- 学校に入学する前に、入学するとどのような感じになるのかを実際に経験すること。下見、見学よりもう一歩踏み込んだ段階で、通学あるいは入寮して授業を受けるなどその学校に在籍する者とほぼ同じ状況に身を置く。小学校から大学院まで、そのほかにも専修学校、各種学校、無認可校でも広く行われている。幼稚園や保育園の場合は体験入園という。オープン・スクールやオープン・キャンパスなどと兼ねて学校側が指定する日に集団で参加するものと、体験者側が希望する日に個人的に参加するものがある。期間は数時間から数ヶ月と様々である。
- 日本国外に在住する学齢期の子供が、現地の学校の長期休暇などを利用して日本に一時帰国し、日本の学校生活を体験するために短期間日本の学校に通うこと。本項で詳述する。

## 体験入学 (一時帰国)

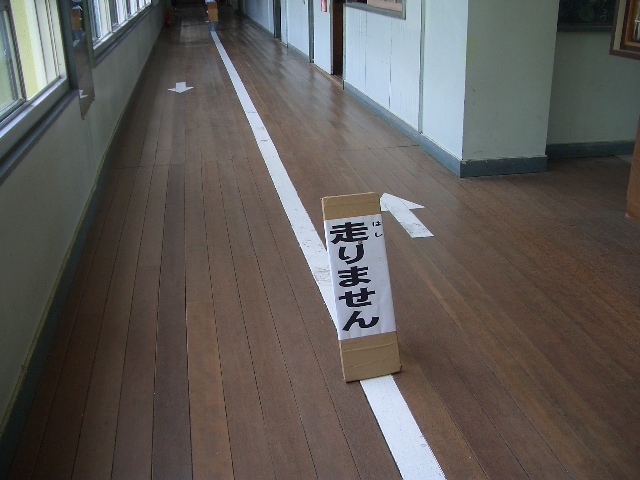
日本の小学校の廊下。上履きを珍しがる子供もいる。

夏休みが6月から始まる国が多いため6月から7月にかけて、また中国の春節（旧正月）に当たる1月や2月など、在住国の長期休暇に日本へ一時帰国して日本の学校に通うことを体験入学という。日本人人口の少ない地域に住んでいたり、現地校の勉強量や習い事との兼ね合いで補習授業校（補習校）に通えない子供達も、日本の学校を体験することができる。体験入学期間が1ヶ月以上になると滞在でなく転入とみなし、住民票の移動を行い転学手続きをとるよう要請したり、期間を4週間に限定する学校もある。
親の仕事の都合で国外に住んでいるが将来は日本へ帰国する予定の子供、海外に永住予定の子供、国際結婚で二重や三重国籍の子供、日本国籍を持たない子供など様々な背景を持つ者が体験入学をする。しかしほぼすべての家庭において、両親あるいは片親が日本人または日本育ちで成人後に外国籍を取得した日系人であり、親族など現在も日本に接点を持つという点で共通している。
保護者が体験入学を希望する主な理由は以下の2つに分かれる。
1. 将来日本へ帰国するため、今から日本の学校へ慣らせておきたい。
2. 帰国予定はないが、日本語を維持するため、日本をよく知るため、日本という国への親近感を深めるため、日本人である（日本人でもある、日本にルーツを持つ人間である）という認識を高めるため、日本の学校へ通わせたい。

体験入学は必ずしも誰もができるものではない。受け入れ校がみつからない、日本に滞在先やツテになる人間がいない、夫婦で仕事を持っていて子連れで何週間も日本に滞在できない、渡航費や滞在費が捻出できない、子供の日本語能力が足りないなど様々な理由で体験入学を断念する家庭がある。体験入学を斡旋したり一時帰国者の宿泊設備を運営する業者もあるが、体験入学が唯一の手段というわけではない。日本国内でYMCA、ボーイスカウト、教会などが主催する夏季スクールやキャンプ、フリー・スクール、デモクラティック・スクール、短期の習い事、公民館、児童館、図書館など地域の公共の場で開催される集まりなどに参加すれば、日本の同年代の子供達と触れ合う機会が持てる。アメリカ合衆国をはじめ、海外には日本語キャンプが開催されている国があるため、日本語環境に浸らせるという目的であれば日本に帰国せずとも実現は可能である。

## 手続きの手順
日本国籍を持つ子供については、住民票が市町村内にあれば義務教育という点から公立小学校と中学校は体験入学を受け入れられやすいが、法的な制度として成立してはいない。教育委員会が関係書類を用意する地方自治体もある。体験入学の決定権は現場の長である学校長が持つ場合や、事故等の責任は学校では取れないため教育委員会が持つ場合がある。教員不足や学校側の不備、本人の日本語能力不足、感染性対策、事故時の責任、前例がないなどの理由で受け入れを拒否する場合もある。その一方で、過疎地の学校、国際理解教育に熱心な学校、インクルージョン教育など特別な支援を必要とする子供の受け入れに慣れている学校、個人的なコネが利く学校では、子供の国籍、滞在先の通学区にかかわらず体験入学許可を出す学校や教育委員会もある。校長が代わると対応も代わることもあり、毎年体験入学していた学校に突然断られてしまうこともある。ただし、海外駐在で日本に持ち家があり、1, 2年後には帰国して通う予定になっている学校へ今から慣れておくために体験入学するというケースは拒否される可能性は低い。
学校長や教育委員会によって対応が様々であるため、決まった手順はない。神奈川県鎌倉市、静岡県静岡市、逗子市、広島県呉市など市や教育委員会で所定用紙があり手順が統一された地域、横浜市立霧が丘小学校、豊中市立上野小学校、東京都目黒区立東山中学校のようにウェブサイトに体験入学情報を掲載している学校もあるが、通常は該当する学校に個人が直接連絡して学校長の指示を仰ぐことになる。
まず日本の帰省先・滞在先の通学区を調べ、体験入学を希望する時期の2ヶ月から2週間前頃に電話、手紙、ファックス、メールなどで希望校に打診する。4月は年度始めのため、夏休みの体験入学はゴールデンウィーク以降に申し込みを受け付ける学校が多い。二重国籍で正式の名前が2つある子供は、日本の戸籍と同じである、日本語の方が呼びやすいといった理由で、普段とは異なる名前を使用するよう要請されることもある。まったく手続きを必要としない学校から、事前に教育委員会で書類に記入して保険に加入する必要のある学校、体験入学を転入と同等に扱うため住民票の移動を求める学校まである。日本に到着して数日後に登校を始めるには、親族などに事前の手続きを代理で済ませておいてもらう方が時間の無駄もなくスムーズに進む。体験入学の案内を行う公的機関や、手続きを代行する業者もある。

## 体験入学の長所

### 体験入学者側

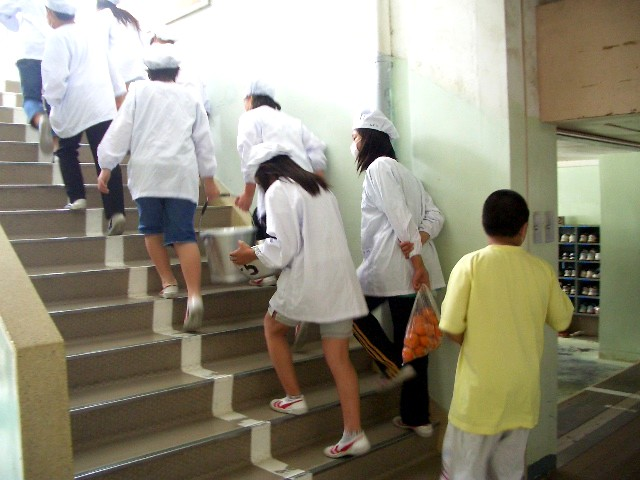
給食当番は日本でしか体験できない。

まず、体験入学の長所として常に挙げられるのは、日本の学校でしかできない体験である。給食当番、飼育当番、教室などの掃除、通学班での登校などは、日本と同等のカリキュラムを持つ日本人学校でもめったに体験できない、日本の学校独特のものである。また海外に住む子供の多くはスクールバスや自家用車で通学し、プレイ・デート形式で遊ぶことが多いため、徒歩下校や放課後の友達付き合いも新鮮な体験である。運がよければクラブ活動、遠足、移動教室、林間学校といった活動にも参加することができる。
次に挙げられるのは、生きた日本語が学べるという点である。特に母語が日本語である子供には日本語力の向上が見られるという研究結果がある。海外で日本人と接する機会の少ない子供にとっても、たとえば家庭内の親子の会話のみといった限られた人間相手に限られたシチュエーションでしか日本語を使っていない子供が、多様な人間関係の中でその場に合った自然な対応を学び、一つの事柄に対する様々な言い回しを聞いて覚えられる環境は大変貴重である。
また、年齢が上がるにつれて親よりも友達の影響が強くなって来るため、今どきの日本の子供文化に浸って楽しく過ごすことは、親が主導するよりもずっと自然に日本や日本語への愛着心が高まる。日本人としてのアイデンティティーを育み、日本に対する親近感、日本語を取得・維持することへの動機や意欲を強めるには、体験入学が効果的だと言われ、海外の日本人学校や補習授業校も推奨しており、受け入れ先の校長宛てに紹介状や依頼書を発行する学校も多い。
　

### 受け入れ側
体験入学を受け入れる側にとっての最大の利点は、国際理解教育や異文化教育であろう。横浜市や兵庫県西宮市
(pdf)などでは、帰国生や外国人児童が多く、その一環として体験入学を受け入れている。いわば帰国生徒や外国人児童を迎える練習の場となっている。一方、外国人や帰国生徒が全くいない地域で体験入学生を受け入れることは、海外とくに体験入学生の居住国への関心を高め、異文化に住む人間に対する思いやりやコミュニケーションといった情操教育にも繋がる。また体験入学生は、海外＝英語圏、外国語＝英語、外国人＝金髪碧眼、ハーフ＝白人との混血といった、凝り固まった偏見や思い込みを打開する存在でもある。

## 体験入学の短所

### 受け入れ側に起因する問題

#### 非一貫性
上述のように、校長の一存で体験入学の可否が決まるため、以前受け入れてもらった学校にまた通えるという保証はない。拒否された場合、隣接する他校が受け入れる場合もあるが、教育委員会や該当校が通学区域外からの体験入学を認めない場合もある。校長から事務員まで体験入学の手続きを把握している学校もあれば、体験入学希望側から「一時帰国に伴う体験入学」という言葉やその意味の説明を受けて初めて知ったという学校もある。煩雑な事務処理、担任の負担増大にもかかわらず体験入学を歓迎する学校と、断る理由はないが特にメリットもないと考え受け入れに消極的な学校、学級崩壊など深刻な問題を抱えており体験入学生にまで気が回らない学校など、対応には学校差がある。
学級担任も毎年変わるのが普通である。体験入学生に理解のある教師、準備万端の教師は、事前に児童・生徒達に話をするなどして心の準備をさせ、いじめが起こらないよう考慮したり、体験入学生が積極的にクラスに参加することを奨励し、また体験入学最後の日にお別れ会を開く、級友のメッセージを集めた文集や簡単な写真アルバムを贈るなど大変行き届いている。しかし、必ずしもそのような教師の受け持ちになるとは限らない。また国際理解教育に熱心な教師であっても、学年が上がるほど学習スピードを落とせず「余分なこと」に割く時間がなくなる。中学校になると教科担任制となりその傾向はますます強くなる。中学校の体験入学は許可しない教育委員会もある。このように同じ学校に体験入学しても年度によって体験の内容が変わることもある。

#### 出費

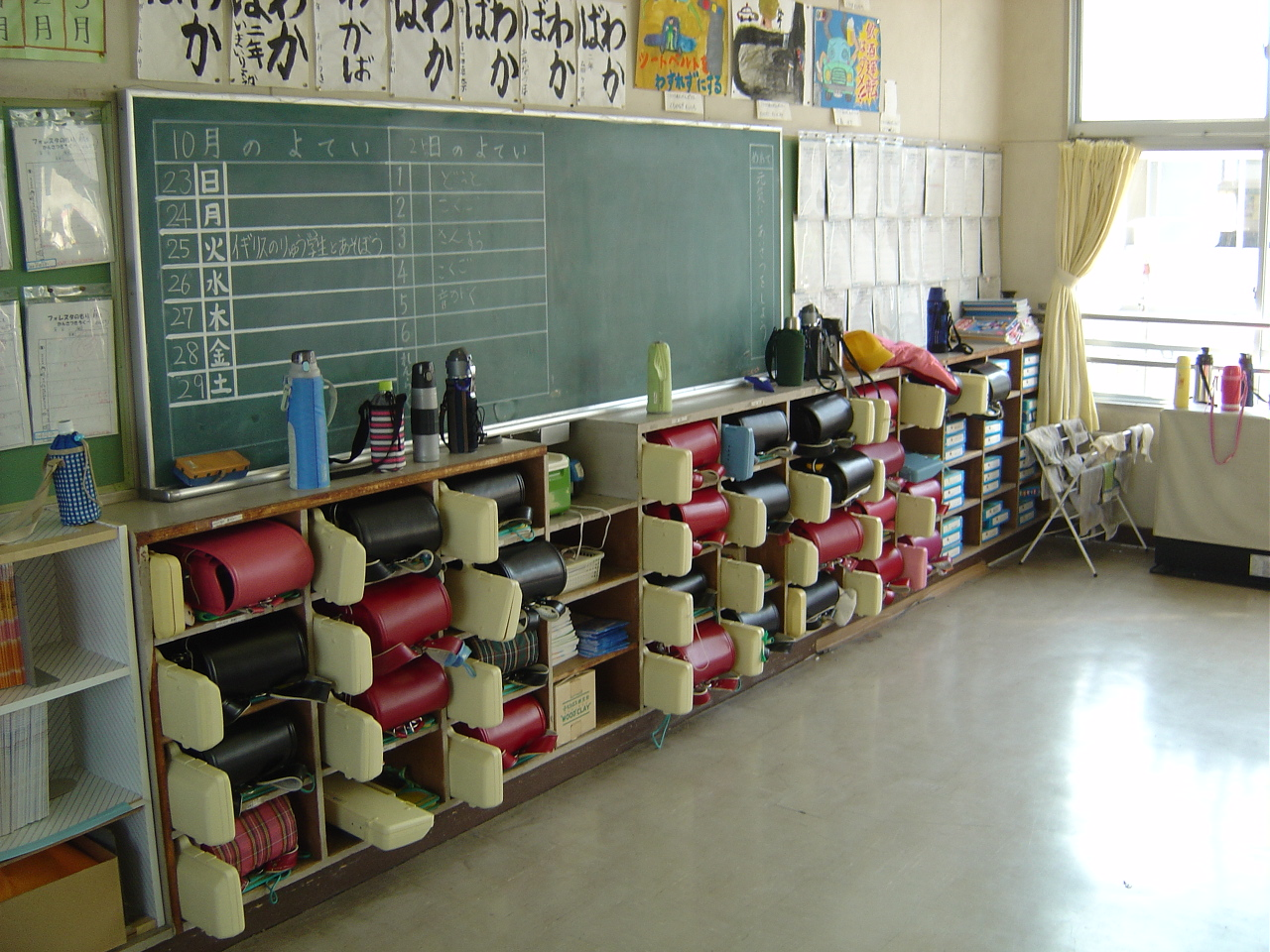
鍵盤ハーモニカやお道具箱などお揃いの教材が並ぶ小学二年生の教室

日本の学校は、鍵盤ハーモニカ、リコーダー、水彩道具、書道用具、裁縫用具、体操服、赤白帽、水着、通学帽、防犯ブザーなど全員がまったく同じものを揃える品目が非常に多いのが特徴で、異なるデザインや色を持つ者が浮くことがある。それが仲間はずれやいじめの原因になることを恐れ、短期滞在でありながら同じものを買い揃える保護者、親族や友人から中古品を譲り受ける保護者がいる。しかし同じ物がなくとも、何がしかの代用品や類似品で済ませられることが多い。
日本国内とほぼ同じ授業を受けている日本人学校、日本の教科書を使って学年相当の国語や算数の授業を受けている補習授業校に通う児童・生徒は、それぞれ学校を通して全教科の教科書を無償で受け取っている。在留届を提出している日本国籍を持つ子供でなおかつ日本へ帰国の予定がある者の中には、管轄の総領事館を通して教科書の無料配布を受けられるケースもある。それ以外の海外在住者は教科書販売取り扱い業者を通して自費で購入しなければならない。教科書の値段は文部科学省が認可した額になるが
、例として2006年度の小学校1年の教科書の価格上限は
、国語が644円、算数が293円、生活科が1587円となっており、海外で購入する場合は手数料や送料などを含めた値段となる。海外で使用する教科書は全世界共通で指定された1種類だが日本国内では数種類が用いられているため、必ずしも体験入学先で海外と同じ教科書を使用しているとは限らない。たいていは担任が学習範囲分の主要教科の教科書、漢字ドリル、計算ドリルなどのコピーを用意してくれる。
保険への加入が義務づけられている学校もあるが、たいてい出費は日割りで計算した給食費と細かい教材費を払う程度である。しかし上履き、体育館シューズ、制服など何かと物入りであり、渡航費が自己負担である場合は出費も大きい。また体験入学生の保護者が悩むのは日本の学校へ持参する土産である。教員へ贈る菓子折り、学校への献本、クラスの友達に渡す土産などは居住国に関わる物を贈答することが多いが、公立学校では贈賄疑惑を避けるためや子供達の家庭事情が様々であるため、遠路持参した土産であっても受け取らないことがある。居住国に戻った後に学校やクラス宛てに礼状を送るのが最も一般的である。

#### いじめ
体験入学生は帰国生徒に類似した問題に直面することが多々ある。これは日本において海外＝英語圏＝英語がペラペラというステレオタイプが未だに根強く残っているためで、体験入学生は「英語しゃべってちょうだい攻撃」にうんざりすることが多い。 日本語の初歩的な間違いや些細な勘違いを笑われたり、地方では方言ができないことをからかわれることもある。そのような経験がトラウマとなって体験入学を辞めてしまう子供もいる。その一方でいわゆるハーフと言われる体験入学生が特別扱いされたまま体験を終えてしまうこともある。体験入学生は何がしかのハンディがあって特別配慮を受けることがあるが、それをえこひいきだと感じる子供がいると軋轢が生まれる可能性もある。
受け入れ前に学校側が子供達に十分話をしておくこと、予期される反応をあらかじめ保護者が子供に伝えておくなど、事前に準備していれば多少は問題を避けることができる。日本に帰国予定の子供と保護者にとっては、不快や奇妙な体験は将来日本に本帰国した際に直面するであろう問題を表面化させ、その対処方法を考える機会となる。しかし毎年のように体験入学するうちに、本人も受け入れ側も慣れてきて徐々に特殊な目で見られなくなっていく。

### 体験入学者側に起因する問題
帰国生徒教育アドバイザーの金井悦子は自著の中で体験入学に際する注意点を挙げている。
1. 体験入学による国語や算数の学力向上に過大な期待をしない。
2. 子供に日本と居住国との文化や習慣の違いを説明する。ただしどちらの国に対しても否定的にならず客観的に話す。
3. 学校側とよく連絡をとる。
4. 持ち物や服装に気をつける。
5. 送り迎えをするなど通学上の安全に気を使う。
6. 教師を理解し、協力する。

#### 日本語能力の不足

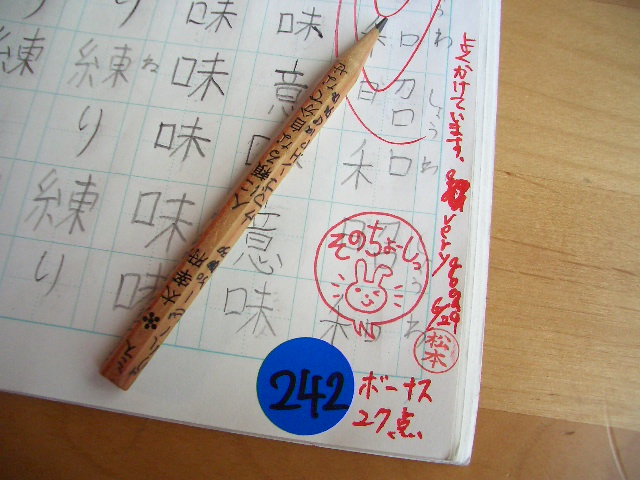
日本の学校は語学学校ではない。

体験入学生の保護者の中には、日本の学校を日本語教育を施す語学学校のように考え、日本語「を」ではなく日本語「で」勉強する学校であるという認識に欠ける者がいる。日本国籍を持っている、親が日本人であるという理由だけで、普段日本語を使っていない日本語が通じない子供がいきなり体験入学するのは、本人にも受け入れ側にも大きな負担がかかる。(pdf) 子供の日本語能力の証明書を要求する受け入れ校もあるため、日本人学校や補習校では在学証明書を発行している。日頃から日本語を学んでおかなければ、体験入学生は十分授業に参加できないまま終わってしまうだけでなく、準備不十分や目的不明瞭であるという不満が受け入れ側に起こる恐れがある。高学年、受験が盛んな地域はもちろん、今後は日本政府がゆとり教育を見直して学力強化に力を入れることになるため、海外在住を隠れ蓑にせず学年相当の漢字や国語を自宅で学習するなど努力が必要である。
　

#### 保護者の思慮不足
法的制度がない現状において、体験入学は学校側の厚意で行われている。その事実を把握せず、子供が教育を受ける権利を主張するばかりで、受け入れ校の立場や事情、負担を考慮しない保護者がいる。
- 欧米が夏休みに入る6,7月は日本の学期末試験や個人懇談会の時期で非常に忙しいことを理解していない。
- 小学1年生の入学式の時期に体験入学させるのは、学校にも他の児童にも迷惑になることを考えない。
- 保護者が一切の責任を負うという書類に署名をしない。
- 日本の道路に不慣れな子供の登下校に親が付き添わない。
- 子供だけで日本に帰国させ、海外の親や滞在先の親族のフォローアップが十分でない。
- ピアスをはめたり、お菓子を持参したり、日本の学校文化や規則を尊重しない。
- 一時帰国期間が長く、間が持てないので子供を学校に預ける、という託児所感覚で通わせる。
- 体験入学が及ぼす影響を思慮できない。2003年にSARSが大流行した際に感染地の現地校が長期臨時休校となったため日本に一時帰国して体験入学を希望する家庭が多くあったが[29]、受け入れ校の教員や保護者の立場を考慮できず自宅待機の要請に不満を抱き、中にはトラブルに発展するケースもあった。[30]

思慮に欠ける保護者と受け入れ校の間で一度トラブルが起こると、それ以降に体験入学を希望する他の子供が受け入れ拒否されてしまう可能性がある。体験入学生を送り出す側である補習校も、体験入学は当然の権利ではなく受け入れ校の配慮で行われている点を理解するよう保護者に求めている。
体験学習の期間は、受け入れ校にとって一学期末の期間にあたり、慌ただしい時期にお願いしていることは当然のことながら十分わきまえておかねければならないことでしょう。 ニューヨーク補習授業校 
お願い。日本での体験入学は、相手校のご厚意でさせてもらうもので、すべての学校で受け入れられるものではありません。 シャーロット補習校
いわゆる「体験入学」は、制度として認められたものではなく、受入側が体験的に学校に通う期間や指導体制等を考慮の上、受け入れの可否を総合的に判断することができる教育的配慮であるため、必ずしも受け入れられるとは限りません。ダラス補習授業校

#### 事前対処の不足
体験入学生がとまどう問題の中で容易に予測できるものは、体験入学前から練習したり心の準備をしておくべきである。和式トイレの利用法、昇降口と上履き、男女一緒に行う小学校の体育や水泳の着替え、体育座り、冷暖房完備ではない教室、登校班や日本の道路の歩き方、給食に出る食べ物など居住国と日本との習慣の差を教えておく。 居住国の生活など日本で聞かれそうな質問を予想して調べたり資料を揃える家庭もある。とくに英語圏の子供は英語を話して欲しいと始終言われる可能性があるため、その点に関して心構えが必要である。
補習校や日本人学校に通う児童・生徒は、普段の教科書と受け入れ先の教科書が異なる場合、新出漢字の順番が変わり知らない漢字が多くて面食らうことがある。補習校では全教科を教えられないため、補習校に通っていても理解が難しい科目があるということを心得ておくべきである。

## 高等学校や私立校への体験入学
私立学校や公立高等学校は、入学試験で選抜された者が通う学校であり、誰もが自由に体験入学できるわけではない。進学校であれば授業の進度を遅らせる要因になりえる体験入学生を敬遠する。私立校では、籍を置いたままの学生が一時帰国した場合、個人的なつてがある場合がほとんどだが、国際理解教育に熱心で体験入学を受け入れる学校もある。公立高等学校は一般中学生や一時帰国の中学生を対象にした1日体験入学や、ヨーロッパの学生を日本の高校に体験入学させる外務省のプログラムはあるが、在外日本人の高校生を受け入れる学校は非常に少ない。ただし転学や編入手続きを取って、一定の条件下で短期間高校に通うことは不可能というわけではない。